# Picaflors pit de foc
El picaflors pit de foc (Dicaeum ignipectus) és un ocell de la família dels diceids (Dicaeidae).

## Hàbitat i distribució
Habita els boscos del nord i est de l'Índia, Caixmir, sud-est del Tibet, sud de la Xina, Taiwan, Myanmar, (excepte el centre) nord de Tailàndia, Laos, Vietnam, Península Malaia, sud-est de Tailàndia, Cambodja. Nord de Sumatra i Luzon, Samar, Negros i Mindanao, a les illes Filipines.

## Taxonomia
Alguns autors consideren que es tracta en realitat de 4 espècies:
- Dicaeum ignipectus (sensu stricto) - picaflors pit de foc.
- Dicaeum beccarii Robinson et Kloss, 1916 - picaflors de Sumatra.[5]
- Dicaeum cambodianum Delacour et Jabouille, 1928 - picaflors de Cambodja.[6]
- Dicaeum luzoniense Ogilvie-Grant, 1894 - picaflors de Luzon.[7]

La llista mundial d'ocells del Congrés Ornitològic Internacional en la seva versió 14.1 (gener 2024) reconegué aquests darrers tres tàxons com a espècies de ple dret, segmentant-los del picaflors pit de foc (Dicaeum ignipectus) en base a diferències substancials no clíniques en el plomatge. Tanmateix, altres obres taxonòmiques, com el Handook of the Birds of the World i la quarta versió de la BirdLife International Checklist of the birds of the world (Desembre 2019), ja consideraven aleshores que aquestes tres tenien la categoria d'espècie.